# ジム・アドゥチ (1985年生の外野手)
ジェームズ・チャールズ・アドゥチ（James Charles Adduci、1985年5月15日 - ）は、カナダ・ブリティッシュコロンビア州バーナビー出身の元プロ野球選手（外野手、一塁手）。左投左打。現在はシカゴ・カブスの打撃コーチ補佐を務める。
MLB公式ページによると、苗字は「ah-DOO-see」と発音する。
同名の父は、元メジャーリーガーかつ横浜大洋ホエールズでの出場経験があるジム・アドゥチ。

## 経歴

### プロ入り前
1985年5月15日にカナダのブリティッシュコロンビア州バーナビーで生まれる。その後、アメリカ合衆国・イリノイ州エバーグリーンパークへ移住する。地元のエバーグリーンパーク高等学校に進学し、ここでは、野球とバスケットボールの両方をプレーしていた。

### プロ入りとマーリンズ傘下時代
2003年のMLBドラフト42巡目（全体1252位）でフロリダ・マーリンズ（現：マイアミ・マーリンズ）から指名され、プロ入り。
2004年からキャリアをスタートさせ、この年は、傘下のルーキー級ガルフ・コーストリーグ・マーリンズで49試合に出場した。
2005年は、ルーキー級ガルフ・コーストリーグ・マーリンズで11試合に出場した。
2006年は、ルーキー級ガルフ・コーストリーグ・マーリンズで12試合に出場した後、A級グリーンズボロ・グラスホッパーズに昇格し、2試合に出場した。この年限りでマーリンズを退団した。

### カブス傘下時代

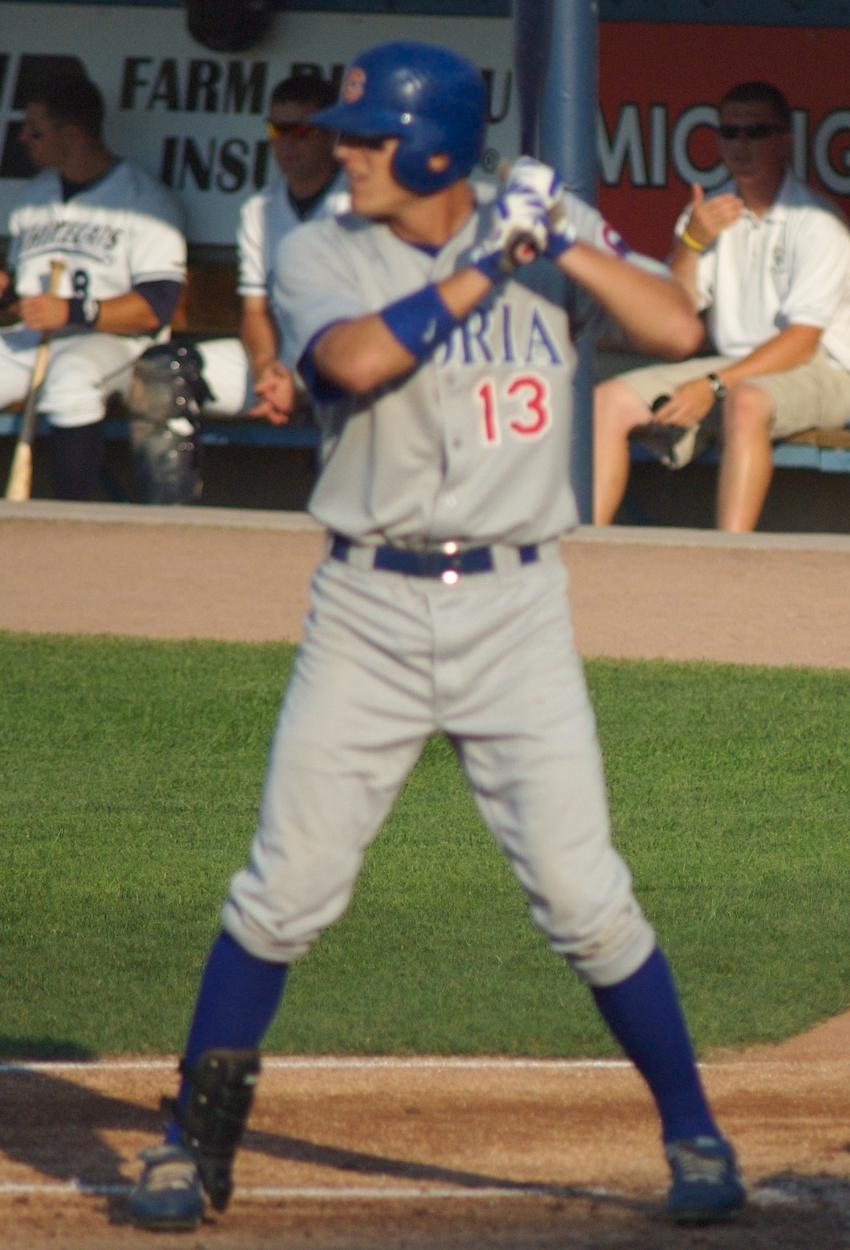
2007年7月30日

2007年は、シカゴ・カブスとマイナー契約を結んだ。この年は、傘下のA級ピオリア・チーフスで107試合に出場した後、A+級デイトナ・カブスに昇格し、12試合に出場した。
2008年は、A+級デイトナで123試合に出場した。
2009年は、AA級テネシー・スモーキーズで自己最多の131試合に出場した。
2010年は、AAA級アイオワ・カブスで114試合に出場した。
2011年は、リハビリのため、ルーキー級アリゾナリーグ・カブスで開幕を迎えた。ここでは、4試合に出場した。その後、AA級テネシーに昇格し、71試合に出場した。
2012年は、AA級テネシーで84試合に出場した。その後、AAA級アイオワに昇格し、42試合に出場した。この年限りでカブスを退団した。

### レンジャーズ時代
2012年11月12日にテキサス・レンジャーズとマイナー契約を結んだ。
2013年は、開幕を傘下のAAA級ラウンドロック・エクスプレスで迎えた。ここでは、127試合に出場した。セプテンバーコールアップでメジャーに初昇格した後の9月1日のミネソタ・ツインズ戦でメジャーデビューを果たした。
2014年は、開幕をAA級フリスコ・ラフライダーズで迎えた。ここでは、6試合に出場した。その後、AAA級ラウンドロックに昇格した。ここでは、7試合に出場した。レンジャーズでも44試合に出場した。オフの11月24日にDFAとなった。

### ロッテ・ジャイアンツ時代
2014年11月に保有権をKBOのロッテ・ジャイアンツに譲渡したことが11月25日に球団から正式に発表された。登録名は「アドゥチ（아두치）」。背番号は23。
2015年、1番ないし4番打者として132試合に出場。打率.314、28本塁打、106打点と主力打者として活躍。また、中堅手として守備力を発揮し、走攻守に活躍した。
2016年7月1日、使用禁止薬物のオキシコドンの服用が発覚しKBOより公式戦36試合の出場停止処分を受けたことで、ウェイバー公示され退団した。

### タイガース時代
2017年1月10日にデトロイト・タイガースとマイナー契約を結んだ。
開幕はAAA級トレド・マッドヘンズで迎え、4月23日にメジャー契約を結んでアクティブ・ロースター入りした。同日のミネソタ・ツインズ戦で「7番・右翼手」で先発出場し、4打数3安打2打点と活躍した。この年メジャーでは29試合に出場して打率.241、1本塁打、10打点、1盗塁を記録した。オフの11月2日に40人枠を外れる形でAAA級トレドへ配属された後、7日にFAとなった。12月5日にマイナー契約を結んで再契約し、2018年のスプリングトレーニングに招待選手として参加することになった。
2018年も開幕をAAA級トレドで迎え、7月3日にメジャー契約を結んでアクティブ・ロースター入りした。この年は59試合に出場して打率.267、3本塁打、21打点、1盗塁を記録した。レギュラーシーズン終了後の10月24日にFAとなった。

### カブス時代
2019年1月2日にカブスとマイナー契約を結び、スプリングトレーニングに招待選手として参加することになった。開幕はAAA級アイオワで迎え、5月27日にメジャー契約を結んでアクティブ・ロースター入りした。6月3日にDFAとなり、5日にマイナー契約でAAA級アイオワへ配属された。10月1日にFAとなった。

### レンジャーズ傘下復帰
2020年3月14日にテキサス・レンジャーズとマイナー契約を結んだ。11月2日にFAとなった。

### 現役引退後
2021年よりシカゴ・カブスで「run production coordinator」という役職で球団スタッフに就任した。

## 詳細情報

### 年度別打撃成績
| 年 度    | 球 団        | 試 合 | 打 席 | 打 数 | 得 点 | 安 打 | 二 塁 打 | 三 塁 打 | 本 塁 打 | 塁 打 | 打 点 | 盗 塁 | 盗 塁 死 | 犠 打 | 犠 飛 | 四 球 | 敬 遠 | 死 球 | 三 振 | 併 殺 打 | 打 率 | 出 塁 率 | 長 打 率 | O P S |
| -------- | ------------ | ----- | ----- | ----- | ----- | ----- | -------- | -------- | -------- | ----- | ----- | ----- | -------- | ----- | ----- | ----- | ----- | ----- | ----- | -------- | ----- | -------- | -------- | ----- |
| 2013     | TEX          | 17    | 34    | 31    | 2     | 8     | 1        | 0        | 0        | 9     | 0     | 2     | 0        | 0     | 0     | 3     | 0     | 0     | 9     | 0        | .258  | .324     | .290     | .614  |
| 2014     | TEX          | 44    | 114   | 101   | 13    | 17    | 3        | 0        | 1        | 23    | 8     | 3     | 1        | 1     | 2     | 10    | 0     | 0     | 27    | 2        | .168  | .239     | .228     | .467  |
| 2015     | ロッテ (KBO) | 132   | 594   | 526   | 105   | 165   | 34       | 5        | 28       | 293   | 106   | 24    | 10       | 1     | 4     | 55    | 8     | 8     | 118   | 9        | .314  | .384     | .557     | .941  |
| 2016     | ロッテ (KBO) | 64    | 272   | 247   | 46    | 72    | 18       | 3        | 7        | 117   | 41    | 15    | 2        | 1     | 5     | 18    | 1     | 1     | 59    | 5        | .291  | .336     | .474     | .809  |
| 2017     | DET          | 29    | 93    | 83    | 14    | 20    | 6        | 2        | 1        | 33    | 10    | 1     | 1        | 0     | 0     | 10    | 0     | 0     | 27    | 1        | .241  | .323     | .398     | .720  |
| 2018     | DET          | 59    | 185   | 176   | 19    | 47    | 8        | 2        | 3        | 68    | 21    | 1     | 0        | 2     | 1     | 6     | 0     | 0     | 45    | 2        | .267  | .290     | .386     | .676  |
| 2019     | CHC          | 2     | 5     | 5     | 0     | 0     | 0        | 0        | 0        | 0     | 0     | 0     | 0        | 0     | 0     | 0     | 0     | 0     | 3     | 0        | .000  | .000     | .000     | .000  |
| MLB：5年 | MLB：5年     | 151   | 431   | 396   | 48    | 92    | 18       | 4        | 5        | 133   | 39    | 7     | 2        | 3     | 3     | 29    | 0     | 0     | 111   | 5        | .232  | .283     | .336     | .619  |
| KBO：2年 | KBO：2年     | 196   | 866   | 773   | 151   | 237   | 52       | 8        | 35       | 410   | 147   | 39    | 12       | 2     | 9     | 73    | 9     | 9     | 177   | 14       | .307  | .369     | .530     | .900  |

### 年度別守備成績
一塁守備
| 年 度 | 球 団  | 一塁（1B） | 一塁（1B） | 一塁（1B） | 一塁（1B） | 一塁（1B） | 一塁（1B） |
| 年 度 | 球 団  | 試 合      | 刺 殺      | 補 殺      | 失 策      | 併 殺      | 守 備 率   |
| ----- | ------ | ---------- | ---------- | ---------- | ---------- | ---------- | ---------- |
| 2013  | TEX    | 4          | 12         | 0          | 1          | 3          | .923       |
| 2014  | TEX    | 3          | 13         | 1          | 0          | 0          | 1.000      |
| 2016  | ロッテ | 3          | 10         | 0          | 0          | 2          | 1.000      |
| 2018  | DET    | 48         | 351        | 14         | 7          | 22         | .981       |
| MLB   | MLB    | 55         | 376        | 15         | 8          | 25         | .980       |
| KBO   | KBO    | 3          | 10         | 0          | 0          | 2          | 1.000      |

外野守備
| 年 度 | 球 団  | 左翼（LF） | 左翼（LF） | 左翼（LF） | 左翼（LF） | 左翼（LF） | 左翼（LF） | 中堅（CF） | 中堅（CF） | 中堅（CF） | 中堅（CF） | 中堅（CF） | 中堅（CF） | 右翼（RF） | 右翼（RF） | 右翼（RF） | 右翼（RF） | 右翼（RF） | 右翼（RF） |
| 年 度 | 球 団  | 試 合      | 刺 殺      | 補 殺      | 失 策      | 併 殺      | 守 備 率   | 試 合      | 刺 殺      | 補 殺      | 失 策      | 併 殺      | 守 備 率   | 試 合      | 刺 殺      | 補 殺      | 失 策      | 併 殺      | 守 備 率   |
| ----- | ------ | ---------- | ---------- | ---------- | ---------- | ---------- | ---------- | ---------- | ---------- | ---------- | ---------- | ---------- | ---------- | ---------- | ---------- | ---------- | ---------- | ---------- | ---------- |
| 2013  | TEX    | 8          | 10         | 0          | 0          | 0          | 1.000      | -          | -          | -          | -          | -          | -          | -          | -          | -          | -          | -          | -          |
| 2014  | TEX    | 20         | 50         | 1          | 0          | 0          | 1.000      | -          | -          | -          | -          | -          | -          | 8          | 10         | 0          | 0          | 0          | 1.000      |
| 2015  | ロッテ | 89         | 120        | 7          | 1          | 0          | .992       | 81         | 133        | 3          | 2          | 1          | .986       | -          | -          | -          | -          | -          | -          |
| 2016  | ロッテ | 6          | 6          | 0          | 0          | 0          | 1.000      | 57         | 112        | 2          | 2          | 0          | .983       | -          | -          | -          | -          | -          | -          |
| 2017  | DET    | -          | -          | -          | -          | -          | -          | -          | -          | -          | -          | -          | -          | 26         | 50         | 2          | 0          | 0          | 1.000      |
| 2019  | CHC    | -          | -          | -          | -          | -          | -          | -          | -          | -          | -          | -          | -          | 1          | 5          | 0          | 0          | 0          | 1.000      |
| MLB   | MLB    | 28         | 60         | 1          | 0          | 0          | 1.000      | -          | -          | -          | -          | -          | -          | 35         | 65         | 2          | 0          | 0          | 1.000      |
| KBO   | KBO    | 95         | 126        | 7          | 1          | 0          | .993       | 138        | 245        | 5          | 4          | 1          | .984       | -          | -          | -          | -          | -          | -          |

- 各年度の太字はリーグ最高

### 背番号
- 35（2013年 - 2014年）
- 23（2015年 - 2016年）
- 37（2017年 - 2018年）
- 33（2019年）